# Dexys Midnight Runners

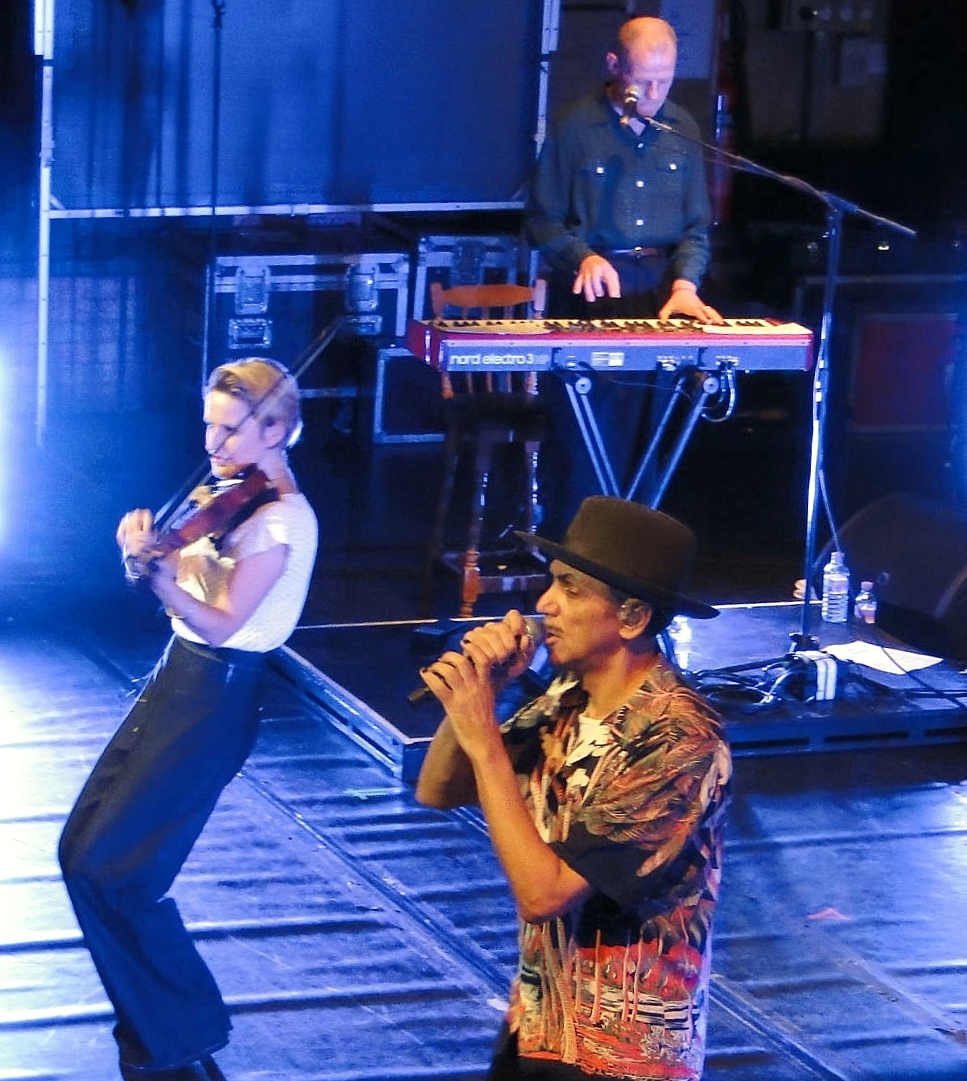
Kevin Rowland singt 2012 bei einem Auftritt der Dexys Midnight Runners

Dexys Midnight Runners, derzeit Dexys, ist eine britische Band, die eine Mischung aus New Wave, Northern Soul und keltischem Folk spielt und ihre größten Erfolge Anfang der 1980er Jahre hatte. Ihr größter Erfolg war Come On Eileen aus dem Jahr 1982.

## Bandgeschichte
Kevin Rowland (Gesang, Gitarre) und Kevin „Al“ Archer (Gesang, Gitarre) gründeten die Band 1978 in Birmingham.
In der ursprünglichen Besetzung mit „Big“ Jim Paterson (Posaune), Geoff „JB“ Blythe (Saxofon), Steve „Babyface“ Spooner (Altsaxofon), Pete Saunders (Keyboard), Pete Williams (Bass) und Bobby „Jnr“ Ward (Schlagzeug) nahm die Band 1979 ihre erste Single Dance Stance auf. Während dieses Stück nur Platz 40 in den britischen Charts erreichte, wurde die zweite Single Geno, ein Song über Geno Washington, 1980 ein Nummer-eins-Hit. An der Aufnahme wirkten die neuen Bandmitglieder Andy Leek (Keyboard) und Andy „Stoker“ Growcott (Schlagzeug) mit.
Das erste Album Searching for the Young Soul Rebels war 1980 ein großer Erfolg. Nachdem die nächste Single There There My Dear wieder ein Hit wurde, setzte Rowland das Stück Keep It, Part Two für die folgende Single durch, die dann floppte. Daraufhin verließen die meisten Musiker die Band, da sie auch sonst Schwierigkeiten mit Rowlands selbstherrlicher Art hatten. Archer gründete The Blue Ox Babes, und Blythe, Spooner, Williams, Stoker und Mick Talbot (ex-Merton Parkas, der erst kürzlich dazu gestoßen war) gründeten The Bureau.
Paterson blieb bei Rowland, neu hinzu kamen Billy Adams (Gitarre, Banjo), Seb Shelton (Schlagzeug, zuvor Secret Affair), Micky Billingham (Keyboard), Brian Maurice (Altsaxofon), Paul Speare (Tenorsaxofon) und Steve Wynne (Bass). Sie brachten 1981 die Singles Plan B, Show Me und Liars A to E heraus, die alle wenig erfolgreich waren.
Rowland stellte danach die Streichergruppe The Emerald Express ein, bestehend aus Helen O’Hara (von den Blue Ox Babes), Steve Brennan und Roger MacDuff. Mit dem neuen Bassisten Giorgio Kilkenny nahmen die Dexys 1982 Too-Rye-Ay auf, eine Mischung aus keltischem Folk und Soul. Der starke Einfluss Van Morrisons auf Dexys Midnight Runners wurde auf diesem Album deutlich hörbar. Die erste Auskopplung The Celtic Soul Brothers war ein mäßiger Erfolg, aber das folgende Come On Eileen wurde Platz 1 sowohl in Großbritannien als auch in den USA. Mit den nächsten Singles Jackie Wilson Said (I’m in Heaven When You Smile), der Coverversion eines Van-Morrison-Stücks, und Let’s Get This Straight (From the Start) blieb die Gruppe weiter auf der Erfolgswelle.
Da sich die Bläser durch die Streicher benachteiligt fühlten, verließen Paterson, Speare und Maurice die Band und gründeten The TKO Horns. Johnny Edwards ersetzte Kilkenny am Bass, und Billingham ging zu General Public. Bis 1983 waren Dexys auf Tour, um dann eine zweijährige Pause einzulegen.
1985 brachte die Band ein neues Album auf den Markt, Don’t Stand Me Down. Die Besetzung war jetzt Rowland, Adams, O’Hara und Nicky Gatfield, zusammen mit wechselnden Gastmusikern, darunter Vincent Crane (ex-Atomic Rooster), Julian Littman und Tim Dancy (der bei Al Green das Schlagzeug gespielt hatte). Zunächst wollte Rowland keine Single auskoppeln; als dies schließlich doch geschah, war es zu spät, das Album floppte.
Nach einem letzten kleineren Hit mit Because of You lösten sich Dexys Midnight Runners im Jahr danach auf. Rowland begann eine wenig beachtete Solokarriere. In den 1990er Jahren plante er mit Big Jim Paterson eine Wiederbelebung der Band, doch mehr als ein Fernsehauftritt 1993 kam vorerst nicht zustande.
Im April 2003 wurden die Dexys von Rowland zu einer Tour wieder zusammengestellt. Die Band veröffentlichte im September 2003 die viel beachtete Best-of-Platte Let’s Make This Precious.
In der BBC teilte Rowland in einem Interview im Juni 2005 mit, dass die Gruppe Dexys Midnight Runners sich wieder im Studio zu Aufnahmen eines neuen Albums zusammengefunden habe. Im Juni 2012 erschien das Album One Day I’m Going to Soar unter dem Bandnamen Dexys.

## Bandname
Die Band ist nach dem Medikament Dextroamphetamin benannt, einem in der damaligen Szene beliebten Aufputschmittel. Trotzdem stößt man häufig auf die falsche Bandbezeichnung „Dexy’s Midnight Runners“ – „Dexys“ ist in diesem Falle jedoch nicht die englische Genitivform (wie beispielsweise bei „Herb Alpert’s Tijuana Brass“, wo die Tijuana-Brass-Band der Person Herb Alpert zugeordnet ist). Dessen ungeachtet findet sich vermehrt diese fehlerhaft apostrophierte Schreibweise, sogar die CD-Neuerscheinung des 1982er Albums Too-Rye-Ay ist entsprechend falsch bedruckt; das Cover hingegen ist weiterhin korrekt, da von der ursprünglichen LP übernommen.

## Diskografie

### Studioalben
| Jahr | Titel                                                | Höchstplatzierung, Gesamtwochen, AuszeichnungChartplatzierungen (Jahr, Titel, Platzierungen, Wochen, Auszeichnungen, Anmerkungen) | Höchstplatzierung, Gesamtwochen, AuszeichnungChartplatzierungen (Jahr, Titel, Platzierungen, Wochen, Auszeichnungen, Anmerkungen) | Höchstplatzierung, Gesamtwochen, AuszeichnungChartplatzierungen (Jahr, Titel, Platzierungen, Wochen, Auszeichnungen, Anmerkungen) | Höchstplatzierung, Gesamtwochen, AuszeichnungChartplatzierungen (Jahr, Titel, Platzierungen, Wochen, Auszeichnungen, Anmerkungen) | Anmerkungen                                                                                         |
| Jahr | Titel                                                | DE | AT | UK | US | Anmerkungen                                                                                         |
| ---- | ---------------------------------------------------- | --- | --- | --- | --- | --------------------------------------------------------------------------------------------------- |
| 1980 | Searching for the Young Soul Rebels                  | — | — | UK6 Silber · (10 Wo.)UK | — | Erstveröffentlichung: 14. Juli 1980 Produzent: Pete Wingfield                                       |
| 1982 | Too-Rye-Ay                                           | DE29 (24 Wo.)DE | — | UK2 Platin · (46 Wo.)UK | US14 (24 Wo.)US | Erstveröffentlichung: 26. Juli 1982 mit Kevin Rowland Produzenten: Clive Langer, Alan Winstanley    |
| 1985 | Don’t Stand Me Down                                  | — | — | UK22 (6 Wo.)UK | — | Erstveröffentlichung: 9. September 1985 Produzenten: Alan Winstanley, Kevin Rowland                 |
| 2012 | One Day I’m Going to Soar                            | DE55 (2 Wo.)DE | AT15 (1 Wo.)AT | UK13 (4 Wo.)UK | — | Erstveröffentlichung: 15. Juni 2012 als Dexys Produzenten: Kevin Rowland, Mick Talbot, Pete Schwier |
| 2014 | Nowhere Is Home                                      | — | — | UK79 (1 Wo.)UK | — | Erstveröffentlichung: 20. Oktober 2014 als Dexys Produzenten: Kevin Rowland, Pete Schwier           |
| 2016 | Let the Record Show: Dexys Do Irish and Country Soul | — | — | UK10 (1 Wo.)UK | — | Erstveröffentlichung: 3. Juni 2016 als Dexys Produzenten: Kevin Rowland, Pete Schwier, Sean Read    |
| 2022 | Too-Rye-Ay (As It Should Have Sounded)               | — | — | UK14 (1 Wo.)UK | — | Neubearbeitung zum 40-jährigen Veröffentlichungsjubiläum                                            |
| 2023 | The Feminine Divine                                  | DE100 (1 Wo.)DE | — | UK6 (1 Wo.)UK | — | Erstveröffentlichung: 28. Juli 2023 als Dexys                                                       |

### Livealben
- 1993: BBC Radio One Live in Concert
- 1995: 1980–1982: The Radio 1 Sessions

### Kompilationen
| Jahr | Titel                                   | Höchstplatzierung, Gesamtwochen, AuszeichnungChartsChartplatzierungen (Jahr, Titel, Platzierungen, Wochen, Auszeichnungen, Anmerkungen) | Anmerkungen                                                                                                 |
| Jahr | Titel                                   | UK | Anmerkungen                                                                                                 |
| ---- | --------------------------------------- | --- | --- |
| 1983 | Geno                                    | UK79 (1 Wo.)UK | Erstveröffentlichung: 14. März 1983 Produzenten: Pete Wingfield, Alan Shacklock, Foote & Mouth, Sean Rowley |
| 1991 | The Very Best of Dexys Midnight Runners | UK12 Gold · (15 Wo.)UK | Erstveröffentlichung: 27. Mai 1991                                                                          |
| 2003 | Let’s Make This Precious: The Best Of   | UK75 Silber · (1 Wo.)UK | Erstveröffentlichung: 22. September 2003                                                                    |

Weitere Kompilationen
- 1993: Because of You
- 1996: Dexys Midnight Runners
- 1996: It Was Like This
- 2007: The Projected Passion Revue
- 2008: The Collection

### Singles
| Jahr | Titel Album                                                     | Höchstplatzierung, Gesamtwochen, AuszeichnungChartplatzierungen (Jahr, Titel, Album, Platzierungen, Wochen, Auszeichnungen, Anmerkungen) | Höchstplatzierung, Gesamtwochen, AuszeichnungChartplatzierungen (Jahr, Titel, Album, Platzierungen, Wochen, Auszeichnungen, Anmerkungen) | Höchstplatzierung, Gesamtwochen, AuszeichnungChartplatzierungen (Jahr, Titel, Album, Platzierungen, Wochen, Auszeichnungen, Anmerkungen) | Höchstplatzierung, Gesamtwochen, AuszeichnungChartplatzierungen (Jahr, Titel, Album, Platzierungen, Wochen, Auszeichnungen, Anmerkungen) | Höchstplatzierung, Gesamtwochen, AuszeichnungChartplatzierungen (Jahr, Titel, Album, Platzierungen, Wochen, Auszeichnungen, Anmerkungen) | Anmerkungen |
| Jahr | Titel Album                                                     | DE | AT | CH | UK | US | Anmerkungen |
| ---- | --------------------------------------------------------------- | --- | --- | --- | --- | --- | --- |
| 1980 | Dance Stance (Burn It Down) Searching for the Young Soul Rebels | — | — | — | UK40 (6 Wo.)UK | — | Erstveröffentlichung: 7. Januar 1980 Autor: Kevin Rowland                                                                       |
| 1980 | Geno Searching for the Young Soul Rebels                        | — | — | — | UK1 Silber · (18 Wo.)UK | — | Erstveröffentlichung: 7. März 1980 Autoren: Al Archer, Kevin Rowland                                                            |
| 1980 | There There My Dear Searching for the Young Soul Rebels         | — | — | — | UK7 (9 Wo.)UK | — | Erstveröffentlichung: 27. Juni 1980 Autoren: Al Archer, Kevin Rowland                                                           |
| 1981 | Plan B Too-Rye-Ay                                               | — | — | — | UK58 (2 Wo.)UK | — | Erstveröffentlichung: 9. März 1981 Autoren: Jim Paterson, Kevin Rowland                                                         |
| 1981 | Show Me (I’ll Show You) Too-Rye-Ay                              | — | — | — | UK16 (9 Wo.)UK | — | Erstveröffentlichung: 29. Juni 1981 Autoren: Jim Paterson, Kevin Rowland                                                        |
| 1982 | Celtic Soul Brothers Too-Rye-Ay                                 | — | — | — | UK20 (10 Wo.)UK | US86 (4 Wo.)US | Erstveröffentlichung: 8. März 1982 Autoren: Jim Paterson, Kevin Rowland, Micky Billingham                                       |
| 1982 | Come On Eileen Too-Rye-Ay                                       | DE6 Gold · (27 Wo.)DE | AT9 (8 Wo.)AT | CH1 (10 Wo.)CH | UK1 ×3Dreifachplatin · (18 Wo.)UK | US1 (23 Wo.)US | Erstveröffentlichung: 25. Juni 1982 mit The Emerald Express Autoren: Billy Adams, Jim Paterson, Kevin Rowland                   |
| 1982 | Jackie Wilson Said (I’m in Heaven When You Smile) Too-Rye-Ay    | DE62 (6 Wo.)DE | — | — | UK5 (7 Wo.)UK | — | Erstveröffentlichung: 20. September 1982 mit Kevin Rowland Autor und Original: Van Morrison, 1972                               |
| 1982 | Let’s Get This Straight (From the Start) / Old Too-Rye-Ay       | — | — | — | UK17 (9 Wo.)UK | — | Erstveröffentlichung: 22. November 1982 Autoren: Billy Adams, Helen O’Hara, Kevin Rowland                                       |
| 1985 | This Is What She’s Like Don’t Stand Me Down                     | — | — | — | UK78 (2 Wo.)UK | — | Erstveröffentlichung: 4. November 1985 Autoren: Billy Adams, Helen O’Hara, Kevin Rowland                                        |
| 1986 | Because of You The Very Best of Dexys Midnight Runners          | — | — | — | UK13 (10 Wo.)UK | — | Erstveröffentlichung: 10. November 1986 Titellied der BBC-Serie Brush Strokes Autoren: Billy Adams, Helen O’Hara, Kevin Rowland |

Weitere Singles
- 1980: Keep It Part Two (Inferiority Part One)
- 1981: Liars A to E
- 1984: Dance Stance
- 1985: One of Those Things
- 2012: She Got a Wiggle (Promo)
- 2014: Nowhere Is Home (als Dexys)
- 2016: Grazing in the Grass (Promo)

### Videoalben
- 1982: Dexys Midnight Runners
- 1983: The Bridge – The Live Performance (mit Kevin Rowland)
- 1989: Come On Eileen (mit The Emerald Express)
- 1996: It Was Like This – Live (2011 als At the Royal Court erschienen)

## Auszeichnungen für Musikverkäufe
| Goldene Schallplatte - Australien - 1982: für die Single Come On Eileen - Dänemark - 2024: für die Single Come On Eileen - Kanada - 1983: für das Album Too-Rye-Ay - 1983: für die Single Come On Eileen | Platin-Schallplatte - Australien - 1982: für das Album Too-Rye-Ay - Neuseeland - 1983: für das Album Too-Rye-Ay 5× Platin-Schallplatte - Neuseeland - 2024: für die Single Come On Eileen |

Anmerkung: Auszeichnungen in Ländern aus den Charttabellen bzw. Chartboxen sind in ebendiesen zu finden.
| Land/RegionAuszeichnungen für Musikverkäufe (Land/Region, Auszeichnungen, Verkäufe, Quellen) | Silber     | Gold     | Platin       | Verkäufe  | Quellen           |
| -------------------------------------------------------------------------------------------- | ---------- | -------- | ------------ | --------- | ----------------- |
| Australien (ARIA)                                                                            | —          | Gold1    | Platin1      | 100.000   | Einzelnachweise   |
| Dänemark (IFPI)                                                                              | —          | Gold1    | —            | 45.000    | ifpi.dk           |
| Deutschland (BVMI)                                                                           | —          | Gold1    | —            | 300.000   | musikindustrie.de |
| Kanada (MC)                                                                                  | —          | 2× Gold2 | —            | 100.000   | musiccanada.com   |
| Neuseeland (RMNZ)                                                                            | —          | —        | 6× Platin6   | 170.000   | radioscope.co.nz  |
| Vereinigtes Königreich (BPI)                                                                 | 3× Silber3 | Gold1    | 4× Platin4   | 2.970.000 | bpi.co.uk         |
| Insgesamt                                                                                    | 3× Silber3 | 6× Gold6 | 11× Platin11 |           |                   |

### Musikbeispiele
- Geno (TOTP 1980) auf YouTube
- Come On Eileen (1982 Version) auf YouTube
- Jackie Wilson Said (I'm In Heaven When You Smile) (TopPop) auf YouTube